# Vincent de Paul
Vincent de Paul, emellanåt benämnd Vincent Depaul, född 24 april 1581 i Pouy (i dag Saint-Vincent-de-Paul), Gascogne, Frankrike, död 27 september 1660 i Paris, Frankrike, var en fransk romersk-katolsk präst och ordensgrundare. Han grundade bland annat Congrégation de la Mission (Missionskongregationen, även benämnd Lazaristerna) och Filles de la Charité (Barmhärtighetens döttrar) med uppgift att sköta fattiga och sjuka.

## Kyrkobyggnader
- San Vincenzo de' Paoli all'Aventino, Rom
- Saint-Vincent-de-Paul, Paris
- Chapelle Saint-Vincent-de-Paul, Paris
- Sankt Vincent kirke, Helsingör